# Soy mujer (Ha*Ash)
Soy mujer  è un singolo del gruppo musicale statunitense Ha*Ash, pubblicato il 15 aprile 2004, come quarto singolo l'album di debutto omonimo.

## La canzone
La traccia, è stata scritta da Áureo Baqueiro.

## Video musicale

### Primera fila: Hecho realidad versione
Il video è stato girato sotto forma di esibizione dal vivo dal album Primera fila: Hecho realidad (2014), con Ha*Ash che inizia a cantare con la sua band dinanzi ad un gruppo persone. Il video è stato girato a Città del Messico e diretto da Nahuel Lerena. È stato pubblicato su YouTube il 20 aprile 2015.Il video ha raggiunto 32 milioni di visualizzazioni su Vevo.

## Tracce
Download digitale
1. Soy mujer – 3:30 (Áureo Baqueiro)

## Formazione
- Ashley Grace – voce
- Hanna Nicole – voce
- Áureo Baqueiro – composizione, programmazione, produzione
- Rodolfo Cruz  – programmazione
- Armando Ávila – chitarra

## Classifiche
| Classifica (2004)        | Posizione massima |
| ------------------------ | ----------------- |
| Messico (Monitor Latino) | 7                 |